# Nicole Bilderback
Nicole Bilderback (Seul, 10 giugno 1975) è un'attrice statunitense, conosciuta per i suoi ruoli nei programmi televisivi Dark Angel e Dawson's Creek, e nei film Ragazze nel pallone e Bad Girls.

## Biografia
Fu anche una della amiche di Cordelia Chase, in Buffy l'ammazzavampiri. Nicole Bilderback ha lavorato, soprattutto come guest star, in molte serie TV, come Cold Case - Delitti irrisolti, Dr. House - Medical Division e E.R. - Medici in prima linea.

## Filmografia parziale

### Cinema
- Ragazze a Beverly Hills (Clueless), regia di Amy Heckerling (1995)
- Giovani, pazzi e svitati (Can't Hardly Wait), regia di Harry Elfont, Deborah Kaplan (1998)
- Ragazze nel pallone (Bring It On), regia di Peyton Reed (2000)
- Una bionda in carriera (Legally Blonde 2: Red, White & Blonde), regia di Charles Herman-Wurmfeld (2003)
- Cruel World, regia di Kelsey T. Howard (2005)
- Bad Girls (Bad Girls from Valley High), regia di John T. Kretchmer (2005)
- Tutti i numeri del sesso (Sex and Death 101), regia di Daniel Waters (2007)
- Mercenarie (Mercenaries), regia di Christopher Ray (2014)

### Televisione
- Willy, il principe di Bel-Air (The Fresh Prince of Bel-Air) - serie TV, 3 episodi (1995)
- Due poliziotti a Palm Beach (Silk Stalkings) - serie TV, 1 episodio (1996)
- Sabrina, vita da strega (Sabrina, the Teenage Witch) - serie TV, 1 episodio (1996)
- Settimo cielo (7th Heaven) - serie TV, 1 episodio (1997)
- Ragazze a Beverly Hills (Clueless) - serie TV, 3 episodi (1996-1997)
- Una bionda per papà (Step by Step) – serie TV, 1 episodio (1997)
- Buffy l'ammazzavampiri (Buffy the Vampire Slayer) – serie TV, 2 episodi (1997-1998)
- E.R. - Medici in prima linea (ER) – serie TV, 1 episodio (1998)
- Dark Angel – serie TV, 4 episodi (2000-2001)
- Dawson's Creek – serie TV, 5 episodi (2001-2003)
- The Practice - Professione avvocati (The Practice) – serie TV, 1 episodio (2004)
- Boston Legal – serie TV, 2 episodi (2004)
- Senza traccia (Without a Trace) – serie TV, 1 episodio (2005)
- Dr. House - Medical Division (House M.D.) - Serie TV, episodio 1x21 (2005)
- Heroes – serie TV, 2 episodi (2006)
- Hidden Palms – serie TV, 1 episodio (2007)
- Cold Case - Delitti irrisolti (Cold Case) – serie TV, 1 episodio (2008)
- Castle – serie TV, episodio 3x09 (2010)
- Una figlia di troppo (The Wrong Nanny), regia di Craig Goldsmith – film TV (2017)
- Cruel Summer - serie TV (2021)

## Doppiatrici italiane
Nelle versioni in italiano delle opere in cui ha recitato, Nicole Bilderback è stata doppiata da:
- Antonella Baldini in Dr. House - Medical Division
- Tatiana Dessi in Cold Case - Delitti irrisolti
- Franca D'Amato in Perception
- Valentina Perrella in Mercenarie
- Patrizia Burul in Cruel Summer